# 盐酸阿比朵尔
阿比多尔（俄語：Арбидол）是一种抗病毒药物，由前苏联药物化学研究中心研制开发，主要适应症是A类、B类流感病毒引起的流行性感冒，同时对其他一些呼吸道病毒感染可能也有抗病毒活性。在俄语原本是商品名，进入中国之后音译当作药物通用名使用。该药品国际上的通用名是。

## 应用/适应症
阿比多尔的空间结构与另一种著名的抗流感病毒药物“达菲”（奥司他韦）类似，同时其合成路线则更加简短廉价，它的首次合成时间和首次上市时间也远早于达菲，可是目前的临床应用情况和影响力却远不如达菲。这一方面是因为达菲的专利持有人罗氏制药强大的商业运作能力，另一方面也因为阿比朵尔的抗病毒效果还没有得到公认，有报告称其“非常有效”，而另一些报告却对此表示怀疑。
该药的实验和临床报告主要来自俄罗斯及中国，据报道其对禽流感病毒的抑制能力和达菲（奥司他韦）一样有效，这意味着它有可能是一种比达菲更适应公众购买能力的，性价比更高的预防和控制禽流感的药物。甚至有报告称其体外细胞实验中表现出抗SARS病毒的活性。
有证据表明，阿比朵尔阻止RNA病毒感染可能比阻止DNA病毒感染更有效，流感病毒就是一种RNA病毒。阿比朵尔还是一种对抗丙型肝炎的候选药物（同样属于RNA病毒）。

## 作用机理
该药具有免疫调节剂的效果，同时对A型流感和B型流感还有特别的抗病毒活性。
它能阻止流感病毒外壳与宿主细胞细胞膜的接触、黏附和融合。另一方面，它还能诱导宿主细胞产生干扰素，并刺激体液反应和巨噬细胞的吞噬作用。

## 剂型
片剂或胶囊，每粒含有效成分盐酸阿比朵尔50mg或100mg 。

## 药物动力学与用法
副作用主要是低概率的药物过敏，对于过量服用的情况未见报道，与其它药物联合用药的副作用未见报道。
盐酸阿比朵尔主要经肝脏以药物原形代谢，能迅速分布到全身各组织器官中，排泄以肝脏经胆汁向粪便中排泄为主，尿液中排泄量极少。